# Hafnarfjörður
Hafnarfjörður (Havnefjord) med det officielle navn Hafnarfjarðarbær er en kommune i det sydvestlige Island, beliggende i hovedstadsområdet Höfuðborgarsvæðið. Den 1. december 2006 havde Hafnarfjörður 23.674 indbyggere, som gjorde den til den tredjestørste kommune på Island.
Fra det 16. århundrede har der været en travl havn i Hafnarfjörður, hvor der har været handlet med alle slags varer. I dag er der et aluminiumssmelteværk i Hafnarfjörður, det ældste på Island. Hafnarfjörður var det første sted, hvor der blev oprettet et elektricitetsnetværk på Island. Det skete i 1904.
Fodboldklubben Fimleikafélag Hafnarfjarðar (FH) hører hjemme i byen.